# Boven-Saramacca (ressort)
Boven-Saramacca, ook wel  Matawai, is een van de zeven ressorten waaruit het Surinaamse district Sipaliwini bestaat. Het ressort is vernoemd naar de rivier Saramacca waarvan de bovenloop door dit gebied stroomt.
Met de wijzers van de klok mee grenst het ressort Boven-Saramacca in het oosten aan het district Brokopondo, in het zuiden aan het ressort Boven-Suriname, in het zuidwesten aan Coeroenie, in het westen aan Boven-Coppename en in het noorden aan het district Para.
In 2004 had Boven-Saramacca volgens cijfers van het Centraal Bureau voor Burgerzaken (CBB) 1537 inwoners. Een van de grotere dorpen in dit ressort is Nieuw-Jacobkondre.

## Districtscommissarissen
Hieronder volgt een lijst van districtscommissarissen die het bestuursressort hebben bestuurd:
| Districtscommissaris | van  | tot   | opmerking |
| -------------------- | ---- | ----- | --------- |
| Gracia Emanuël       | 2013 | 2016  |           |
| Yvonne Pinas         | 2016 | 2020  |           |
| Erwin Linga          | 2020 | heden |           |

Boven-Coppename‎ · Boven-Saramacca‎ · Boven-Suriname‎ · Coeroenie · Kabalebo · Paramacca · Tapanahony
Bofe · Boslanti · Cabana · Heidoti · Kwattahede · Makajapingo · Mamadam · Misalibiekondre · Moetoetoetabriki · Nieuw-Jacobkondre · Oemakondre · Pakkapakka · Poesoegroenoe · Stonkoe · Villa Brazil